# Edison: Ciutat sense llei
Edison: Ciutat sense llei (títol original: Edison), és una pel·lícula de suspens de 2005 dirigida per David J. Burke que explica la història d'un periodista que intenta descobrir una trama de corrupció en la unitat de policia FRAT (Tàctica i Assalt en Primera Resposta) a la ciutat d'Edison (Nova Jersey). Ha estat doblada al català.

## Argument
Els agents d'elit Francis Lazerov (Dylan McDermott) i el seu company novell Raphael Deed (LL Cool J) pertanyents a la FRAT realitzen una batuda en l'amagatall d'un narcotraficant. S'enduen la droga però no detenen a ningú i encara que els adverteixen que no parlin amb la policia, un dels delinqüents anomenat Rook diu que ho farà i l'agent Francis reacciona matant-lo.
Aquest fet passaria desapercebut sinó fos perquè en el judici sobre la mort del narcotraficant estava Pollack (Justin Timberlake), un jove periodista que treballa en la redacció d'un periòdic local. Pollack intentarà destapar en el cas un assumpte de corrupció policial ajudat per un veterà corresponsal anomenat Ashford (Morgan Freeman).

## Repartiment
- Morgan Freeman: Moses Ashford
- LL Cool J: Oficial Raphael Deed
- Justin Timberlake: Joshua Pollack
- Kevin Spacey: Detectiu Levon Wallace
- Dylan McDermott: Sergeant Francis Lazerov
- John Heard: Capità Brian Tilman
- Cary Elwes: Fiscal Jack Reigert
- Damien Dante Wayans: Isaiah Charles
- Roselyn Sánchez: Maria
- Marco Sanchez: Reyes
- Piper Perabo: Willow Summerfield
- Françoise Yip: Crow

## Crítica
- "Pel·lícula brusca, sorollosa i de poca volada (...) el film crida molt, gesticula més i utilitza una càmera no apta per a cardíacs (...) no obstant això, es fa no antipàtica pel seu elenc i la seva voluntat de denúncia[3]
- "Vol ser un complexa història sobre la corrupció a l'estil de 'Chinatown' i 'L.A. Confidential' (...) Però la pel·lícula és una desfilada de clixés"[4]

## Estrena
A causa de la fluixa acollida que va tenir la pel·lícula en un primer moment en el Festival Internacional de Cinema de Toronto es va decidir cancel·lar la seva estrena en cinemes i el seu llançament es va restringir al format en DVD.
Basant-se en 6 ressenyes, Rotten Tomatoes li va donar un puntuació de 2.5/10.